# 中北大学
中北大学（ちゅうほくだいがく、North University of China）は、中華人民共和国山西省太原市尖草坪区に位置する国立の教育大学である。